# Erythroxylum rimosum
Erythroxylum rimosum es una especie de planta perteneciente a la familia Erythroxylaceae. Se distribuye en Brasil.

## Taxonomía
Erythroxylum rimosum fue descrita por el botánico alemán Otto Eugen Schulz y la descripción publicada en Das Pflanzenreich IV, 134: 53 en 1907.